# Soilasee
Der Soilasee (auch Soilesee) ist ein natürlicher, periodischer See, 
der im Sommer meist ganz trockenfällt. Er liegt in einer Senke am Fuße des Laber und des Ettaler Manndls, 
bei der es sich vermutlich um eine eiszeitlich überprägte Doline handelt
.
Den See erreicht man über den Wanderweg von Oberammergau zum Laber. Etwa 400 m nordöstlich des Sees und ca. 60 m unterhalb befindet sich die im Sommer
bewirtschaftete Soilaalm.

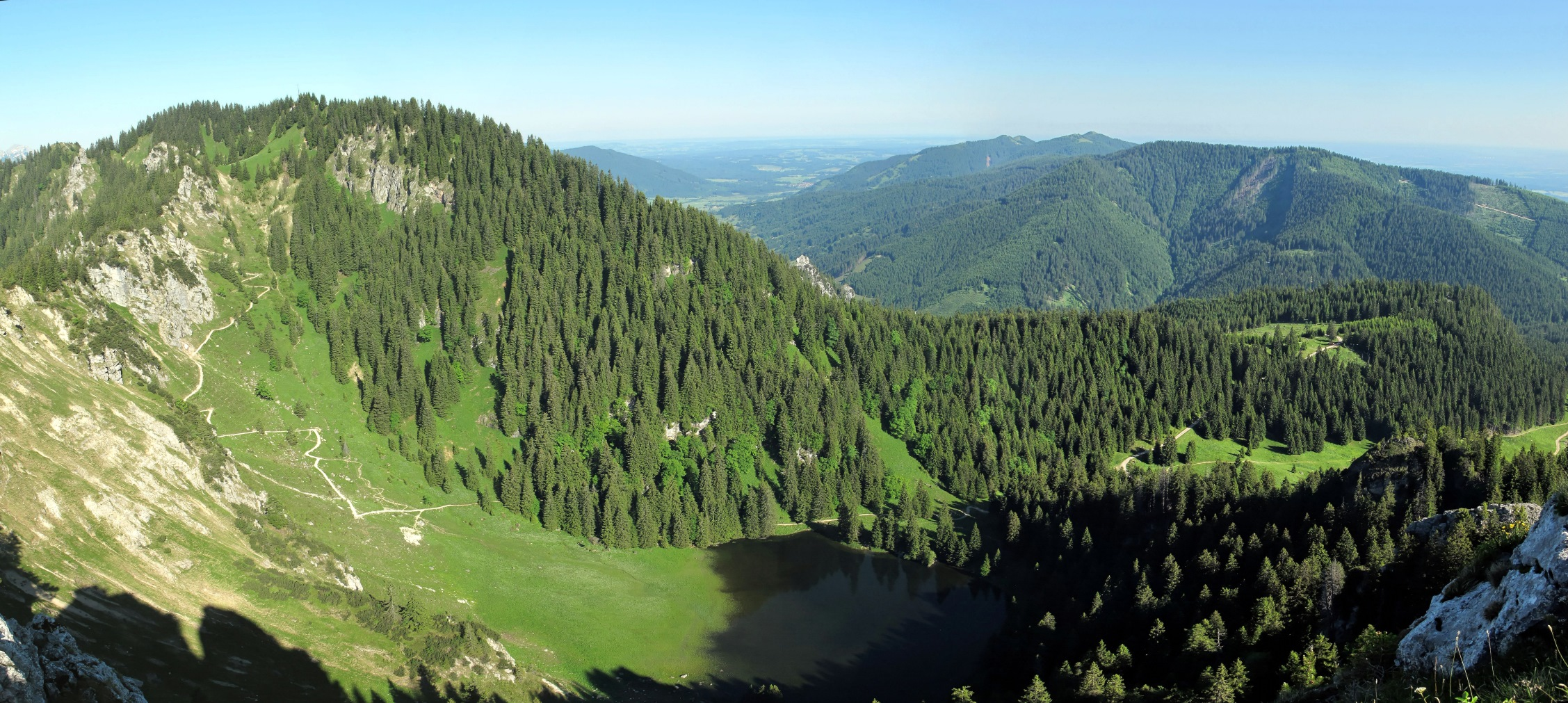
Soilasee vom Ettaler Manndl aus gesehen. Links der Laber.
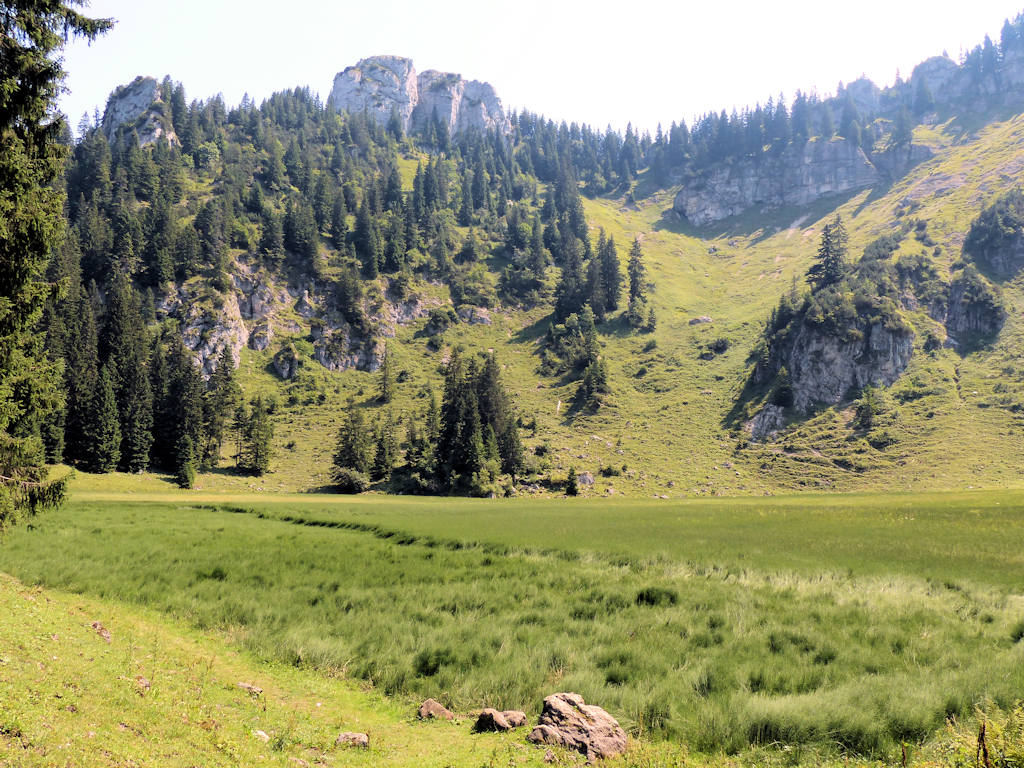
Trockengefallener Soilasee im Hochsommer 2018. Im Hintergrund der Gipfelfelsen des Ettaler Manndl.
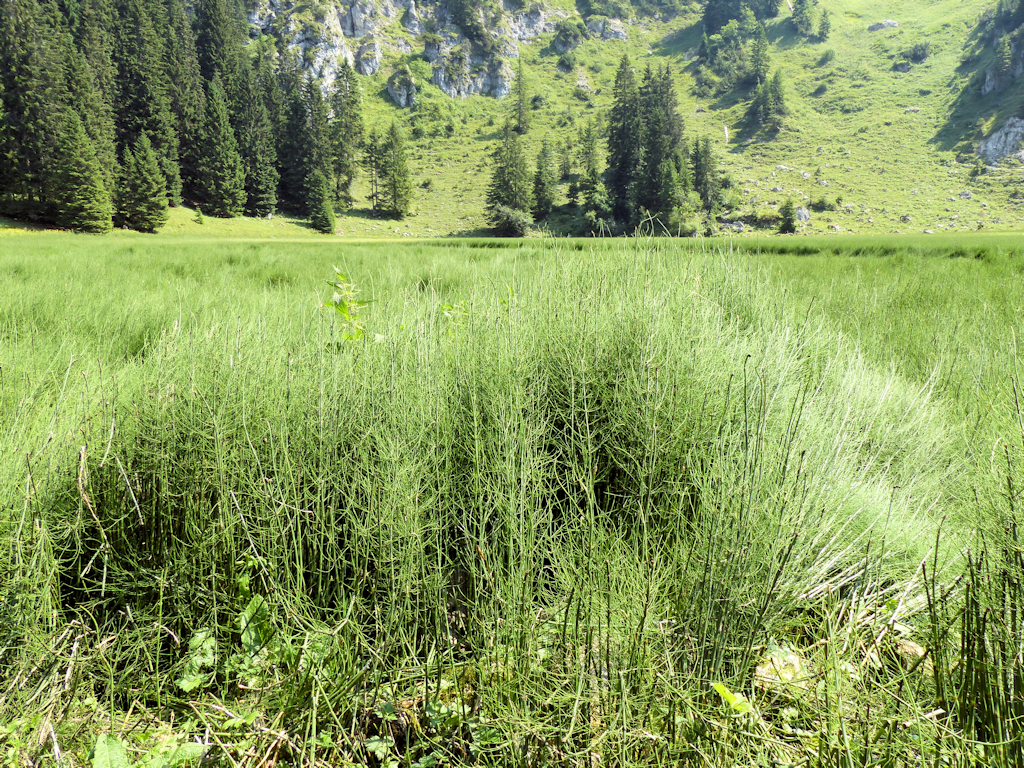
Schachtelhalm am Boden des ausgetrockneten Soilasees.